# Giải vô địch bóng đá trẻ châu Á 1996
Giải vô địch bóng đá trẻ châu Á 1996 là lần thứ 29 của Giải vô địch bóng đá trẻ châu Á, diễn ra tại Hàn Quốc từ ngày 17 tháng 10 đến ngày 31 tháng 10 năm 1996. Hàn Quốc đánh bại Trung Quốc ở trận chung kết để vô địch giải đấu lần thứ 8 trong lịch sử.

## Vòng bảng

### Bảng A
| Đội        | ST | T | H | B | BT | BB | HS  | Đ  |
| ---------- | -- | - | - | - | -- | -- | --- | -- |
| Hàn Quốc   | 4  | 4 | 0 | 0 | 14 | 3  | +11 | 12 |
| UAE        | 4  | 2 | 1 | 1 | 9  | 6  | +3  | 7  |
| Thái Lan   | 4  | 1 | 1 | 2 | 3  | 7  | −4  | 4  |
| Iran       | 4  | 0 | 3 | 1 | 1  | 2  | −1  | 3  |
| Bangladesh | 4  | 0 | 1 | 3 | 3  | 12 | −9  | 1  |

| Bangladesh | 1-6 | UAE |
| ---------- | --- | --- |
|            |     |     |

| Hàn Quốc | 4-0 | Thái Lan |
| -------- | --- | -------- |
|          |     |          |

| Iran | 0-0 | Thái Lan |
| ---- | --- | -------- |
|      |     |          |

| Hàn Quốc | 3-0 | UAE |
| -------- | --- | --- |
|          |     |     |

| Iran | 0-0 | Bangladesh |
| ---- | --- | ---------- |
|      |     |            |

| Thái Lan | 2-3 | UAE |
| -------- | --- | --- |
|          |     |     |

| Iran | 0-0 | UAE |
| ---- | --- | --- |
|      |     |     |

| Hàn Quốc | 5-2 | Bangladesh |
| -------- | --- | ---------- |
|          |     |            |

| Iran | 1-2 | Hàn Quốc |
| ---- | --- | -------- |
|      |     |          |

| Thái Lan | 1-0 | Bangladesh |
| -------- | --- | ---------- |
|          |     |            |

### Bảng B
| Đội        | ST | T | H | B | BT | BB | HS | Đ  |
| ---------- | -- | - | - | - | -- | -- | -- | -- |
| Trung Quốc | 4  | 4 | 0 | 0 | 11 | 5  | +6 | 12 |
| Nhật Bản   | 4  | 3 | 0 | 1 | 10 | 3  | +7 | 9  |
| Syria      | 4  | 2 | 0 | 2 | 5  | 5  | 0  | 6  |
| Ấn Độ      | 4  | 0 | 1 | 3 | 2  | 6  | −4 | 1  |
| Qatar      | 4  | 0 | 1 | 3 | 3  | 12 | −9 | 1  |

| 18 tháng 10 năm 1996 |       |          |                                    |
| Ấn Độ                | 1 – 1 | Qatar    | Khu liên hợp thể thao Suwon, Suwon |
| Syria                | 1 – 3 | Nhật Bản | Khu liên hợp thể thao Suwon, Suwon |
| 20 tháng 10 năm 1996 |       |          |                                    |
| Trung Quốc           | 2 – 1 | Nhật Bản | Khu liên hợp thể thao Suwon, Suwon |
| Syria                | 2 – 0 | Qatar    | Khu liên hợp thể thao Suwon, Suwon |
| 22 tháng 10 năm 1996 |       |          |                                    |
| Trung Quốc           | 2 – 1 | Ấn Độ    | Khu liên hợp thể thao Suwon, Suwon |
| Nhật Bản             | 4 – 0 | Qatar    | Khu liên hợp thể thao Suwon, Suwon |
| 24 tháng 10 năm 1996 |       |          |                                    |
| Trung Quốc           | 5 – 2 | Qatar    | Khu liên hợp thể thao Suwon, Suwon |
| Syria                | 1 – 0 | Ấn Độ    | Khu liên hợp thể thao Suwon, Suwon |
| 26 tháng 10 năm 1996 |       |          |                                    |
| Trung Quốc           | 2 – 1 | Syria    | Khu liên hợp thể thao Suwon, Suwon |
| Nhật Bản             | 2 – 0 | Ấn Độ    | Khu liên hợp thể thao Suwon, Suwon |

## Vòng loại trực tiếp
|  | Bán kết             | Bán kết    |                     |   | Chung kết | Chung kết |
|  |                     |            |                     |   |           |           |
|  | 29 tháng 10 - Suwon |            |                     |   |           |           |
|  |                     |            |                     |   |           |           |
|  | Hàn Quốc            | 1          |                     |   |           |           |
|  | Hàn Quốc            | 1          | 31 tháng 10 - Seoul |   |           |           |
|  | Nhật Bản            | 0          |                     |   |           |           |
|  | Nhật Bản            | 0          | Hàn Quốc            | 3 |           |           |
|  | 29 tháng 10 - Suwon |            | Hàn Quốc            | 3 |           |           |
|  |                     | Trung Quốc | 0                   |   |           |           |
|  | Trung Quốc          | Trung Quốc | 0                   | 5 |           |           |
|  | Trung Quốc          |            |                     | 5 |           |           |
|  | UAE                 | 1          |                     |   |           |           |
|  | UAE                 | 1          | Tranh hạng ba       |   |           |           |
|  |                     |            |                     |   |           |           |
|  | 30 tháng 10 - Seoul |            |                     |   |           |           |
|  |                     |            |                     |   |           |           |
|  | Nhật Bản            | 2 (3)      |                     |   |           |           |
|  | Nhật Bản            | 2 (3)      |                     |   |           |           |
|  | UAE (pen)           | 2 (4)      |                     |   |           |           |

### Bán kết
| Hàn Quốc | 1–0 | Nhật Bản |
| -------- | --- | -------- |
|          |     |          |

| Trung Quốc | 5–1 | UAE |
| ---------- | --- | --- |
|            |     |     |

### Tranh hạng ba
| Nhật Bản | 2 – 2 (3-4 p.đ.) | UAE |
| -------- | ---------------- | --- |
|          |                  |     |

### Chung kết
| Hàn Quốc | 3–0 | Trung Quốc |
| -------- | --- | ---------- |
|          |     |            |

## Vô địch
| Giải vô địch bóng đá trẻ châu Á 1996 |
| ------------------------------------ |
| · Hàn Quốc · Lần thứ 8               |

## Tham dựGiải vô địch bóng đá trẻ thế giới 1997
- Hàn Quốc
- Trung Quốc
- UAE
- Nhật Bản